# Ghia
La Carrozzeria Ghia è stata una carrozzeria fondata nel 1916 a Torino da Giacinto Ghia e dalla famiglia di imprenditori dolciari Gariglio come Carrozzeria Ghia & Gariglio in corso del Valentino 4 (oggi corso Marconi).

## Storia
Inizialmente si occupò di carrozzare con leggere scocche in alluminio telai provenienti da altri marchi italiani, come l'Alfa Romeo 6C 1500 e la Fiat 508 Balilla in varie versioni in numero limitato, incluse alcune che primeggiarono nelle competizioni come la Mille Miglia. Nel 1943, durante la seconda guerra mondiale, la fabbrica venne bombardata dagli angloamericani e Giacinto Ghia diresse la ricostruzione di un nuovo stabilimento in via Tommaso Grossi fino alla sua morte, avvenuta il 21 febbraio 1944.
L'azienda venne venduta a Felice Mario Boano e Giorgio Alberti, che strinsero accordi con altri marchi italiani e stranieri per la fornitura di autotelai sui quali realizzare vetture Special esclusive o in piccola serie. Ghia si occupò anche della carrozzatura di vari telai Ferrari dal 1950 al 1956, ma la collaborazione più prolifica fu con i colossi americani Ford e Chrysler a partire dagli anni cinquanta, che portò alla presentazione di molti prototipi e versioni speciali di modelli di serie. Particolarmente stretta la collaborazione tra Virgil Exner, capo designer di Chrysler e la carrozzeria torinese, con oltre 18 modelli speciali in 15 anni, realizzati a Torino su licenza, come la Crown Imperial. Tra le più celebri realizzazioni di quel periodo sono la Lincoln Futura e il prototipo di coupé extra lusso "Norseman", andato perduto nel naufragio dell'Andrea Doria, prima che potesse essere visionato dal pubblico e dagli stessi tecnici e dirigenti della committente Chrysler.

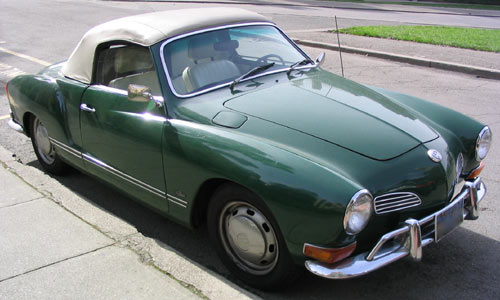
La Karmann Ghia

Nel 1953 Boano cedette le sue quote azionarie e la società passò nelle mani di Luigi Segre. Nel frattempo fu costruita la nuova sede in via Agostino da Montefeltro. La rinnovata azienda ebbe prima Giovanni Savonuzzi e poi Pietro Frua alla guida del design. Nello stesso anno la carrozzeria torinese firmò lo stile della Volkswagen Karmann Ghia, coupé e cabriolet, derivata dal Maggiolino e assemblata in Germania dalla Karmann. Altri modelli famosi disegnati dalla Ghia in quel periodo furono la Renault Caravelle, la Renault Floride, la Volvo P1800 e la Fiat 1500 GT. Nel 1955 la Ghia assorbi lo Stabilimento Monviso. Nel 1956 l'azienda formò una joint-venture  con la Dual-Ghia negli Stati Uniti per la produzione di carrozzerie di lusso, mentre nel 1957 assorbì anche la carrozzeria Frua.

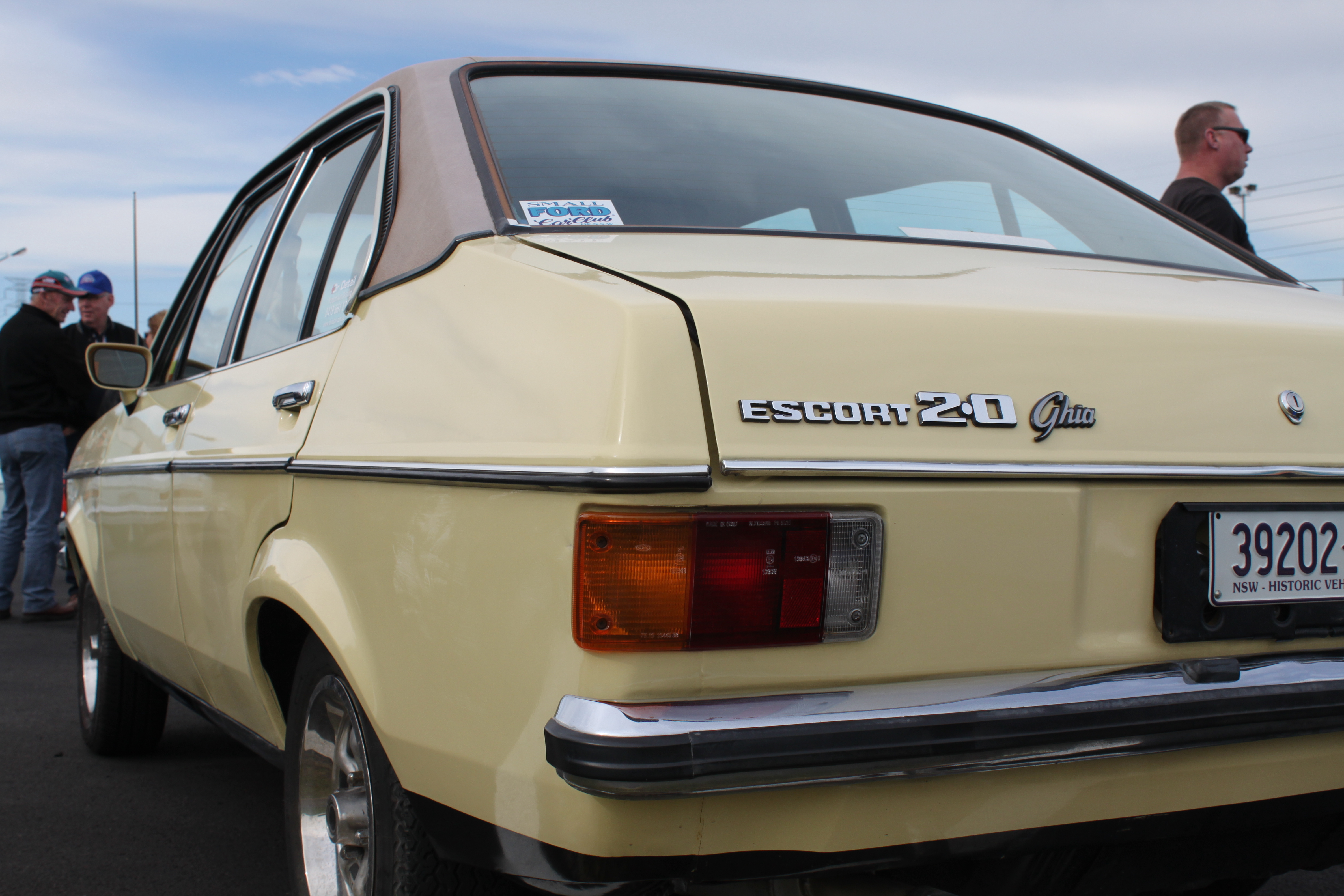
Dettaglio posteriore di una Ford Escort MKII Ghia 2.0 del 1978

Alla morte di Segre nel 1963, l'azienda subì alcuni passaggi di proprietà, e fu venduta a Ramfis Trujillo che la rivendette  nel 1967 a Alejandro de Tomaso, proprietario dell'omonima casa automobilistica. Durante questo periodo viene sviluppato il design della De Tomaso Pantera, ma le difficoltà economiche di gestione portarono alla cessione dell'azienda alla Ford nel 1973, assieme alla Vignale. Il reparto carrozzeria venne chiuso alla fine del 1973 e i 60 operai rimasti furono assorbiti dalla Vignale. Negli anni successivi la Ghia divenne uno dei centri stile del colosso americano, continuando a proporre versioni e prototipi, mantenendo un ruolo molto attivo nella definizione della corrente di design detta New Edge Design, che caratterizzò la produzione Ford tra il 1998 e il 2005. L'ultima vettura disegnata dalla Ghia prima della chiusura del centro stile nel 2001 è la Ghia Saetta, poi tramutata nella Ford StreetKa e prodotta da Pininfarina dal 2003.
Per alcuni anni, dal 1965 al 1968, la Ghia poté annoverare tra le sue file anche un altro designer destinato a fare strada nel mondo delle quattro ruote, Giorgetto Giugiaro.
Secondo un fruttuoso accordo, dal 1973 al 2010 Ford utilizzò il marchio Ghia per identificare le versioni più lussuose dei propri modelli di vetture, inizialmente in Europa e successivamente anche in Nord America e Sud America. L'allestimento Ghia per la Fiesta venne venduto ininterrottamente sul mercato britannico dal 1977 al 2008, un primato di 31 anni e 7 mesi. 
La denominazione Ghia per i modelli Ford più accessoriati perdurò anche dopo la chiusura della carrozzeria torinese ma nel 2010 Ford sostituì l'allestimento Ghia con Titanium o Vignale, eliminando il nome del carrozziere dalle proprie vetture.

## Modelli
La produzione Ghia si caratterizza soprattutto per l'elevato numero di prototipi ed esemplari unici o in serie limitatissima prodotti. I modelli prodotti in serie (piccola o grande) sono evidenziati in grassetto.

### Anteguerra
- 1929 Alfa Romeo 6C 1500 Ghia
- 1933 Fiat 508S Balilla Spider Ghia
- 1934 Fiat 508B Balilla 4 porte Ghia

Anni '40
- 1948 Delahaye 135M 3.5 Litre Ghia

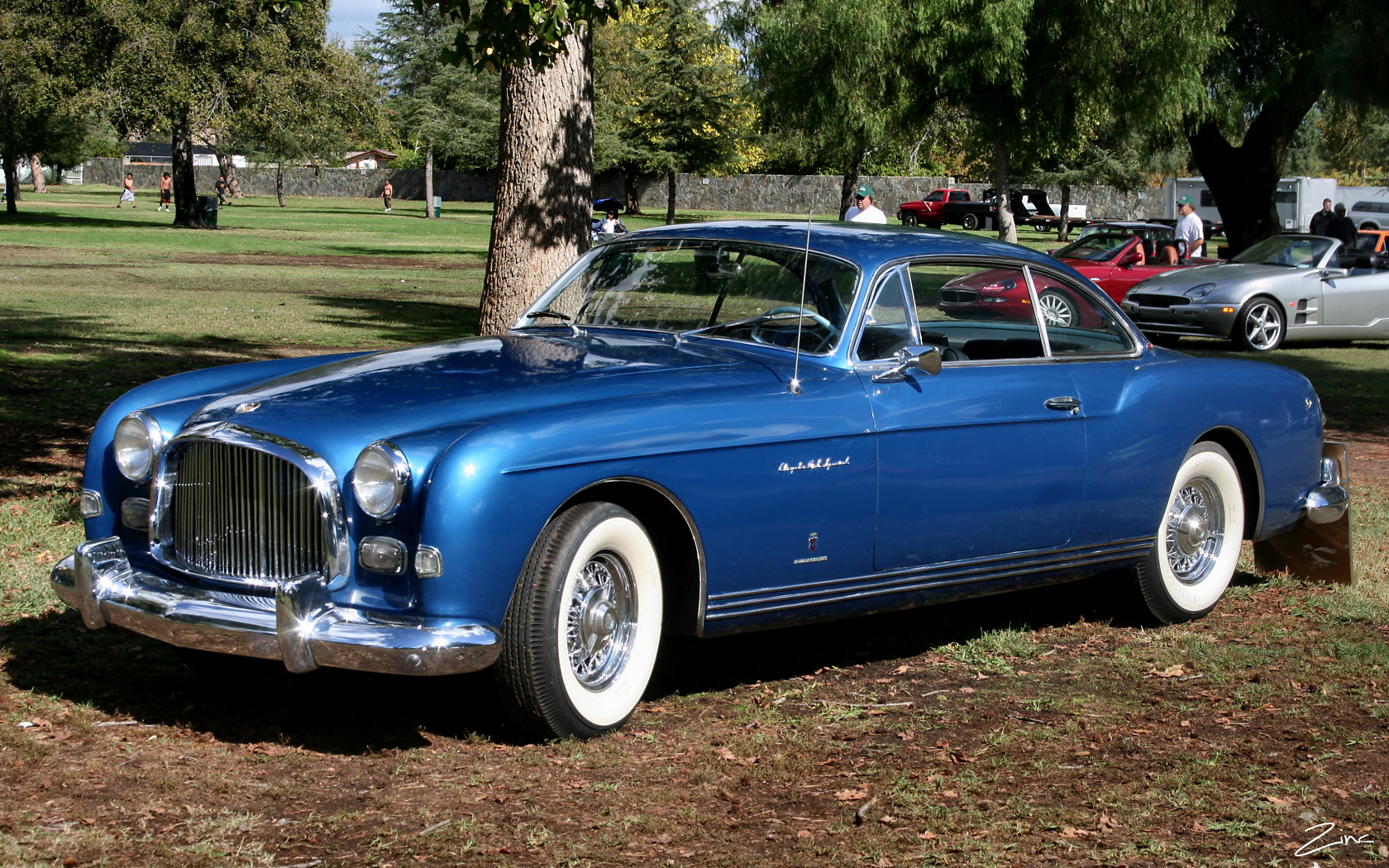
Chrysler Ghia Special GS-1 coupe, 1954

- 1949 Fiat 6C1500 E Gioiello coupè e cabriolet
- 1949 Fiat 1100 E Gioiello
- 1949 Lancia Aprilia coupè Super Gioiello

Anni '50
- 1950 Alfa Romeo 6C 2500 SS Supergioiello
- 1950 Ferrari 195 Inter Coupe Ghia
- 1950 Fiat 1100 E Super Gioiello
- 1950 Fiat 1100 E Super Gioiello cabriolet (esemplare unico per la Marchesa Olga de Grésy)
- 1950 Fiat 1400 coupè Super Gioiello
- 1951 Chrysler K-310
- 1951 Ferrari 340 America Coupe Ghia
- 1951 Plymouth XX-500
- 1951 Talbot-Lago T.26 Record Coupe
- 1952 Chrysler C-200
- 1952 Chrysler SS (Styling Special)
- 1952 Ferrari 212 Inter Coupe Ghia
- 1952 Jaguar XK120 Supersonic
- 1953 Abarth Fiat 1100 Ghia
- 1953 Alfa Romeo 1900 Sprint Supergioiello
- 1953 Cadillac Series 62 Ghia
- 1953 Chrysler D'Elegance
- 1953 Chrysler GS-1
- 1953 Chrysler SS (Thomas Special)
- 1953 Dodge Firearrow I
- 1953 Fiat 8V Supersonic Coupe
- 1954 Alfa Romeo 1900 CS Speciale Ghia
- 1954 Alfa Romeo 1900 SS Ghia
- 1954 DeSoto Adventurer I
- 1954 Dodge Firearrow II
- 1954 Dodge Firearrow III Sport Coupe
- 1954 Dodge Firebomb - Firearrow IV
- 1954 Plymouth Explorer Special
- 1955 Chrysler Falcon
- 1955 Chrysler Flight Sweep I
- 1955 Chrysler Flight Sweep II
- 1955 DeSoto Adventurer II
- 1955 Ferrari 375 MM Coupe Speciale Ghia
- 1955 Ghia Streamline X Gilda
- 1955 Lincoln Futura
- 1955 Volkswagen Karmann Ghia
- 1956 Aston Martin DB2/4 Mk II Supersonic
- 1956 Chrysler Dart Concept
- 1956 Chrysler Norseman
- 1956 Chrysler Special K300
- 1956 Dual-Ghia Convertible
- 1956 Ferrari 410 Superamerica Ghia
- 1956 Jaguar XK140 Ghia
- 1956 Jaguar XK150MC Ghia Coupe
- 1956 Mercury XM Turnpike Cruiser
- 1956 Packard Predictor
- 1956 Plymouth Plainsman
- 1956 Renault Frégate
- 1956 Renault Dauphine
- 1957 Chrysler 375 Coupe
- 1957 Chrysler Diablo Concept
- 1957 Crown Imperial Limousine
- 1957 Dual-Ghia D-500
- 1957 Fiat 500 Ghia Jolly
- 1958 Dual-Ghia 400
- 1958 Simca Special Ghia
- 1958 Renault Floride
- 1959 Ghia Selene

### Anni '60
- 1960 Fiat 2300 Coupé
- 1960 Ghia Dragster IXG
- 1960 Plymouth XNR Ghia Roadster
- 1960 Innocenti Spider
- 1961 Chrysler TurboFlite
- 1961 Dodge Flite-Wing
- 1961 Dual-Ghia L 6.4
- 1961 Ghia Cart
- 1961 Maserati 5000 GT Ghia
- 1961 Plymouth Asimmetrica
- 1961 Volvo P1800
- 1962 Fiat 500 Ziba
- 1962 Ghia Selene II
- 1962 Plymouth Valiant St. Regis
- 1962 Renault Caravelle
- 1963 Chrysler Turbine Car
- 1963 Ghia 230S
- 1964 Fiat Ghia 1500 GT
- 1964 Renault R8 Coupe
- 1965 Bugatti Type-101C
- 1965 De Tomaso Competizione 2000
- 1965 De Tomaso Vallelunga
- 1966 De Tomaso Pampero
- 1966 Duesenberg Model D
- 1966 Fiat 850 Vanessa
- 1966 Ghia 450SS
- 1966 Maserati Ghibli
- 1967 De Tomaso Rowan
- 1967 De Tomaso Mangusta
- 1967 Iso Rivolta Fidia
- 1967 Oldsmobile Thor
- 1968 Ghia Serenissima GT
- 1968 Maserati Ghibli Spider
- 1968 Maserati Simun
- 1969 De Tomaso Mustela
- 1969 Isuzu Bellett MX1600
- 1969 Lancia Fulvia 1600 Competizione Ghia
- 1969 Lancia Marica

### Anni '70
- 1970 De Tomaso Pantera
- 1970 Ford Ghia City Car
- 1970 Stutz Blackhawk
- 1971 De Tomaso 1600 Spider
- 1971 De Tomaso Deauville
- 1971 De Tomaso Zonda
- 1971 Ford GT-70
- 1972 De Tomaso Longchamp
- 1973 De Tomaso Monttella
- 1973 Ford Mustela II
- 1973 Lincoln Ghia Mark I
- 1974 Ford Coins
- 1975 Ford Urban Car (Manx)
- 1976 Ford Corrida[4]
- 1976 Ford Prima
- 1977 Ford Megastar
- 1978 Ford Fiesta Tuareg
- 1978 Ford Lucano
- 1978 Ford Megastar II
- 1978 Ford Microsport
- 1978 Ghia Action
- 1978 Mercury XM
- 1979 Ford GTK
- 1979 Ford Navarre
- 1979 Ford Probe I

### Anni '80
- 1980 Ford Granada Altair
- 1980 Ford Mustang RSX
- 1980 Ford Pockar
- 1981 AC ME3000
- 1981 Ford Aerovan
- 1981 Ford Avant Garde
- 1981 Ford Cockpit
- 1981 Ford Escort
- 1981 Ford Shuttler
- 1981 Ford Super Gnat
- 1982 Ford Brezza
- 1982 Ford Quicksilver
- 1982 Ford Topaz
- 1982 Ghia Mini Max
- 1983 Ford Barchetta
- 1983 Ford Trio
- 1984 Ford Vignale Mustang
- 1984 Ford Vignale TSX-4
- 1985 Ford Probe V
- 1985 Ford Urby
- 1986 Ford Vignale TSX-6
- 1987 Ford HFX Aerostar
- 1987 Lincoln by Vignale
- 1989 Ford Saguaro
- 1989 Ford Via

### Anni '90
- 1990 Ford Fiesta Bebop
- 1990 Ford Zag
- 1990 Ford Zig
- 1992 Ford Connecta
- 1992 Ford Focus Concept
- 1993-1998 Ford Mondeo
- 1993 Aston Martin Lagonda Vignale
- 1994 Ford Arioso
- 1996 Ford Alpe
- 1996 Ford Lynx
- 1996 Ford Saetta
- 1996 Ford Vivace
- 1998 Ford Focus[5]
- 1998 Ford Ka
- 1998 Ford Touring Ka

### Anni 2000
- 2000 Ford StreetKa
- 2001 Ford Forty Nine

## Direttori del design
- Anni '30 Mario Revelli di Beaumont (freelance)
- 1944 - 1953 Felice Mario Boano
- 1953 - 1957 Giovanni Savonuzzi
- 1957 - 1960 Pietro Frua
- 1960 - 1964 Sergio Sartorelli
- 1965 - 1968 Giorgetto Giugiaro
- 1968 - 1971 Tom Tjaarda
- 1973 - 2001 Filippo Sapino